# Birke Bruck
Birke Bruck (* 29. April 1938 in Bad Mergentheim) ist eine deutsche Schauspielerin und Theaterregisseurin.

## Leben
Birke Bruck absolvierte ihre Schauspielausbildung an der Staatlichen Hochschule für Musik und Darstellende Kunst in Stuttgart.  Gleichzeitig absolvierte sie eine Gesangsausbildung für Chanson, Musical und Operette. Am Anfang ihrer Karriere als Schauspielerin standen Theaterrollen. Bruck hatte Engagements in Basel, am Theater Lübeck, an den Wuppertaler Bühnen, in Düsseldorf und Wiesbaden.
In der Spielzeit 1964/65 war Bruck am „theater 53“ in Hamburg engagiert. In der Spielzeit 1964/65 gastierte sie außerdem am Renaissance-Theater in Berlin. In der Spielzeit 1965/66 übernahm sie an den Wuppertaler Bühnen, an der Seite von Karl-Heinz Vosgerau als Liebhaber Nestor, die Titelrolle in dem Musical Irma la Douce. In den Spielzeiten 1965/66 und 1966/67 war sie an den Kammerspielen Düsseldorf engagiert. Am Hamburger Operettenhaus spielte und sang Birke Bruck 1966 in dem Musical Heimweh nach St. Pauli von Lotar Olias gemeinsam mit Freddy Quinn. In der Spielzeit 1966/67 war sie in der Abteilung „Schauspiel“ am Staatstheater Wiesbaden unter Vertrag. In der Spielzeit 1967/68 war sie im Theater am Kurfürstendamm an der Seite von Lola Müthel in dem Musical Hallo, Dolly zu sehen. Im August 1968 übernahm sie die Rolle der Missisippy-Lilly in einer Tournee-Produktion des Musicals Prairie-Saloon von Lotar Olias, die im Theater am Aegi in Hannover ihre Premiere hatte. In der Spielzeit 1968/69 trat an der Freien Volksbühne Berlin in der Komödie Der Florentiner Hut von Eugène Labiche unter der Regie von Dietrich von Oertzen auf. In der Spielzeit 1968/69 war sie außerdem an der Komödie am Kurfürstendamm in Berlin verpflichtet. In der Spielzeit 1969/70 trat sie am Theater im Zimmer in Hamburg auf. In den Spielzeiten 1970/71 und 1971/72 war sie am Jungen Theater in Hamburg verpflichtet. In der Spielzeit 1972/73 war sie in der Sparte „Oper und Operette“ als Gast am Musiktheater im Revier und an den Bühnen der Landeshauptstadt Kiel engagiert. Außerdem gastierte sie in der Spielzeit 1972/73 an den Kammerspielen Düsseldorf. Im Oktober 1974 übernahm sie am Musiktheater im Revier in Gelsenkirchen die Rolle der Madame Ninon de Hauteville in der Uraufführung des Musicals Moral von Franz Grothe. In der Spielzeit 1974/75 gastierte sie an der Komödie am Kurfürstendamm unter der Regie von Wolfgang Spier in der Groteske Was der Butler sah von Joe Orton. 1987 spielte sie in der Komödie im Marquardt in Stuttgart neben Walter Schultheiß und Erika Wackernagel die Mutter des Konfirmanden in s’ Konfirmandefescht oder „Sei still Kerle“ von Fitzgerald Kusz. Im Januar 1990 wirkte sie an den Hamburger Kammerspielen neben Beatrice Richter, Peer Augustinski und Martina Dorak in der Uraufführung des Musicals Himmel auf Erden mit. In der Spielzeit 1996/97 gastierte sie in der Titelrolle des Musicals Hello, Dolly! am Theater Dortmund. Ab Juni 2000 spielte sie am Ernst-Deutsch-Theater in Hamburg in dem Schauspiel Wenn sie tanzte von Martin Sherman. 2012 übernahm sie in der Komödie im Marquardt in Stuttgart die Rolle der Tante Anna in s’ Konfirmandefescht oder „Sei still Kerle“.
Ab Ende der 1950er Jahre spielte Bruck auch Rollen im Fernsehen und im Kino. Ihr TV-Debüt gab Birke Bruck, im Alter von 20 Jahren, unter der Regie von Franz Peter Wirth als Sekretärin in dem Fernsehfilm Der Tod des Handlungsreisenden (1958).
In dem Schweizer Historiendrama Wilhelm Tell – Flammende Berge (1961) war sie in der Rolle der Berta von Bruneck zum ersten Mal auf der Kinoleinwand zu sehen. In dem Jerry-Cotton-Film Die Rechnung – Eiskalt serviert (1966), ihrer zweiten Arbeit für das Kino, spielte sie an der Seite von George Nader, Heinz Weiss und Horst Tappert. Ende der 1960er Jahre wirkte sie auch in einigen, eher oberflächlichen Komödien mit, so als Frau Majorin in der satirischen Militärkomödie Mit Eichenlaub und Feigenblatt (1968). Im norddeutschen Milieu waren der Kriminalfilm Auf der Reeperbahn nachts um halb eins (1969) und die Sex-Komödie Das gelbe Haus am Pinnasberg (1970), in der Bruck an der Seite von Eddi Arent, Tilly Lauenstein und Judy Winter spielte, angesiedelt.
In den 70er Jahren war sie in zahlreichen TV-Filmen und Serien zu sehen. Arthur Maria Rabenalt holte Birke Bruck für seine Fernsehverfilmung der Operette Der Zarewitsch (1973) von Franz Lehár vor die Kamera. In der Rolle der Mascha besingt sie dort gemeinsam mit dem Diener Iwan, gespielt von Harald Juhnke, die Vorfreuden auf eine erotische Liebesnacht in dem Buffo-Duett Heute abend komm' ich zu dir. Mehrmals arbeitete Birke Bruck mit dem Regisseur Wolfgang Staudte zusammen, der sie unter anderem für seine Familienserie MS Franziska (1978) engagierte.
Im Fernsehen übernahm sie auch einige wiederkehrende Serienrollen. Häufig wurde sie in Krimiserien eingesetzt, gelegentlich aufgrund ihrer Sprachkenntnisse als Italienerin. Von 1987 bis 1990 spielte sie in der TV-Serie Diese Drombuschs unter der Regie von Robert Stromberger die Gattin des Darmstädter Zeitungsverlegers Weykandt. Von 1995 bis 1998 übernahm Birke Bruck, an der Seite von Klaus J. Behrendt, in der SAT1-Serie A.S. – Gefahr ist sein Geschäft eine regelmäßige Rolle als Gastronomin Anna Capelli. Eine weitere, wiederkehrende Serienrolle spielte sie von 1997 bis 1999 als Frau Ellerbrock in der ARD-Fernsehreihe Ärzte.
Zwischen 1980 und 2007 wirkte sie außerdem in vier Filmen der Fernsehreihe Tatort mit, u. a. als „attraktive“ Hotelmanagerin Doris Zils im Tatort: Schönes Wochenende (1980) mit dem letzten Auftritt von Hansjörg Felmy als Kommissar Haferkamp.
In den 70er und 80er Jahren arbeitete Bruck auch als Regisseurin im Bereich Schauspiel, Oper und Musical, u. a. in Wien, am Musiktheater im Revier in Gelsenkirchen, am Theater Basel, am Theater Bielefeld, am Schauspielhaus Nürnberg und in Mannheim. In der Spielzeit 1973/74 war sie als Schauspielerin, Dramaturgin und Spielleiterin am Musiktheater im Revier engagiert. In der Spielzeit 1975/76 war sie am Theater Basel als Regisseurin in der Sparte „Musiktheater“ engagiert. Im Sommer 1976 war sie als Spielleiterin und Schauspielerin bei den Luisenburg-Festspielen in Wunsiedel verpflichtet. In der Spielzeit 1977/78 arbeitete sie als Spielleiterin und Regisseurin am Theater St. Gallen, am Schauspiel Bielefeld, am Theater der Stadt Bonn und an den Städtischen Bühnen Mainz. In der Spielzeit 1978/79 folgten Engagements als Spielleiterin und Regisseurin am Musiktheater Bielefeld, am Stadttheater Klagenfurt, am Saarländischen Staatstheater Saarbrücken, am Musiktheater im Revier und am Opernhaus Hagen. In der Spielzeit 1978/79 arbeitete sie außerdem als Kostümbildnerin an den Städtischen Bühnen Münster. In der Spielzeit 1980/81 arbeitete sie als Regisseurin am Schauspiel Bielefeld, an der Landesbühne Hannover und am Schauspielhaus Nürnberg.
Birke Bruck ist geschieden und Mutter eines Sohnes. In den 70er Jahren war sie einige Jahre mit dem österreichischen Opern-Impresario Marcel Prawy liiert. Bruck lebt in Hamburg.

## Filmografie
- 1958: Der Tod des Handlungsreisenden (Fernsehfilm)
- 1960: Wilhelm Tell (Wilhelm Tell – Flammende Berge)
- 1964: Doddy und die Musketiere (Fernsehfilm)
- 1966: Der Mann mit der Puppe (Fernsehfilm)
- 1966: Die Rechnung – eiskalt serviert
- 1968: Mit Eichenlaub und Feigenblatt
- 1968: Ein Sarg für Mr. Holloway (Fernsehfilm)
- 1969: Pistolen-Jenny (Fernsehfilm)
- 1969: Der Vetter Basilio (Fernsehfilm)
- 1969: Auf der Reeperbahn nachts um halb eins
- 1969: Meine Schwiegersöhne und ich: Der Handel (Fernsehserie, eine Folge)
- 1970: Das gelbe Haus am Pinnasberg
- 1970: Das Chamäleon – Die vielen Gesichter des Hochstaplers Gaston Oulmàn (Fernsehfilm)
- 1973: Der Zarewitsch (Fernsehfilm)
- 1974: Sie sind frei, Dr. Korczak
- 1977: MS Franziska: Kurze Reise (Fernsehserie, eine Folge)
- 1980: Tatort: Schönes Wochenende (Fernsehreihe)
- 1986: Tatort: Einer sah den Mörder (Fernsehreihe)
- 1987: Ein Fall für zwei: Zorek muß schießen (Fernsehserie, eine Folge)
- 1987–1990: Diese Drombuschs (Fernsehserie, 3 Folgen)
- 1988: Eurocops: Schweigeld (Fernsehserie, eine Folge)
- 1992: Go Trabi Go 2 – Das war der wilde Osten
- 1993: Die große Freiheit (Fernsehserie, 3 Folgen)
- 1994: Drei Tage im April (Fernsehfilm)
- 1995–1998: A.S. – Gefahr ist sein Geschäft (Fernsehserie, 27 Folgen)
- 1997: Dumm gelaufen
- 1997: Faust: Abflug (Fernsehserie, eine Folge)
- 1997: Sophie – Schlauer als die Polizei: Zeit zu sterben (Fernsehserie, eine Folge)
- 1997–1999: Ärzte (Fernsehreihe, 5 Folgen)
- 1998: Ferkel Fritz (Fernsehfilm)
- 1998 / 2003: Alphateam – Die Lebensretter im OP (Fernsehserie, 2 Folgen)
- 1999: Adelheid und ihre Mörder: Mondschein-Serenade (Fernsehserie, eine Folge)
- 1999–2002: Drei mit Herz (Fernsehserie, 21 Folgen)
- 2000: Ich kaufe mir einen Mann (Fernsehfilm)
- 2001: Großstadtrevier: Rache für Eva (Fernsehserie, eine Folge)
- 2003: Solo für Schwarz: Tod im Park (Fernsehreihe)
- 2005: Adelheid und ihre Mörder: Schuhe aus Beton (Fernsehserie, eine Folge)
- 2005: Solo für Schwarz: Tod im See (Fernsehreihe)
- 2006: Solo für Schwarz: Der Tod kommt zurück (Fernsehreihe)
- 2006: Drei Schwestern made in Germany (Fernsehfilm)
- 2006: Tatort: Bienzle und der Tod in der Markthalle (Fernsehreihe)
- 2007: Tatort: Roter Tod (Fernsehreihe)